# Katarzyna Zofia Michalska
Katarzyna Zofia Michalska (sinh ngày 24 tháng 5 năm 1985 tại Gdynia) là một diễn viên sân khấu, diễn viên điện ảnh và diễn viên truyền hình người Ba Lan.

## Tiểu sử
Katarzyna Z. Michalska là con gái của hai diễn viên Igor Michalski và Dorota Kolak. Cô tốt nghiệp Học viện Nghệ thuật Sân khấu Quốc gia AST ở Kraków - Chi nhánh Wroclaw vào năm 2009. Từ năm 2009 đến năm 2012, cô diễn xuất trên sân khấu tại Nhà hát Współczesny ở Wrocław. Từ năm 2012, cô tham gia Nhà hát Wybrzeże ở Gdańsk.
Ngoài sự nghiệp diễn xuất trên sân khấu, Katarzyna Z. Michalska còn được khán giả biết đến qua sự góp mặt trong nhiều phim điện ảnh và phim truyền hình của Ba Lan.

## Thành tích nghệ thuật
Dưới đây liệt kê một số phim điện ảnh và phim truyền hình nổi bật có sự góp mặt của Katarzyna Z. Michalska:
| Năm  | Tựa đề              | Vai diễn | Ghi chú                                    |
| ---- | ------------------- | -------- | ------------------------------------------ |
| 2010 | Maraton tańca       | y tá     | phim hài, đạo diễn: Magdalena Łazarkiewicz |
| 2014 | Miasto 44           |          | phim chiến tranh, đạo diễn: Jan Komasa     |
| 2014 | 11 minut            | nữ tu    | phim kinh dị, đạo diễn: Jerzy Skolimowski  |
| 2016 | Music, War and Love |          | đạo diễn: Martha Coolidge                  |

| Năm       | Tựa đề            | Vai diễn     | Ghi chú |
| --------- | ----------------- | ------------ | ------- |
| 2010      | Samo życie        | Agata        |         |
| 2011-2013 | Głęboka woda      | Halina       |         |
| 2013      | Bez Tajemnic      |              |         |
| 2014      | Prawo Agaty       | Kamila Szolc | tập 56  |
| 2015      | Na dobre i na złe | Iza          | tập 601 |